# Guglielmo Bosca
Guglielmo Bosca (* 5. Juni 1993 in Mailand) ist ein italienischer Skirennläufer. Er startet hauptsächlich in den schnellen Disziplinen Abfahrt und Super-G, aber auch in der Kombination. Sein älterer Bruder Giulio Giovanni Bosca war ebenfalls Skirennfahrer.

## Biografie
Bosca nimmt seit Januar 2009 an FIS-Rennen teil.
Am 23. Februar 2011 gab er sein Debüt im alpinen Skieuropacup. In der Abfahrt von Sarntal erreichte er Platz 95 mit mehr als 5 Sekunden Rückstand auf den Sieger Erik Fisher. Seinen ersten Podestplatz im Europacup feierte er am 14. Januar 2016 im Super-G von Radstadt. 
Erste internationale Erfolge feierte Bosca bei der Winter-Universiade 2013. In Abfahrt und Super-G konnte er jeweils die Bronzemedaille gewinnen. Sein Debüt im Weltcup gab Bosca am 22. Januar 2016 im Super-G von Kitzbühel mit Platz 50. Seine ersten Punkte gewann er fast genau ein Jahr später, am 27. Dezember 2016 beim Super-G von Santa Caterina. In den darauffolgenden Jahren konnte sich Bosca immer wieder unter den besten 30 klassieren, größere Erfolge blieben jedoch aus. 2023 trat Bosca erstmals bei Weltmeisterschaften an. Bei den Wettkämpfen in Courchevel belegte er den 26. Platz im Super-G. 
Die erste Weltcup-Podestplatzierung erzielte Bosca am 27. Januar 2024, als er im Super-G von Garmisch-Partenkirchen überraschend auf den zweiten Platz fuhr. Bosca profitierte dabei wie auch der Sieger Nils Allègre von einer niedrigen Startnummer und einer immer schlechter werdenden Piste.

## Erfolge

### Weltmeisterschaft
- Courchevel 2023: 26. Super-G

### Weltcup
- 7 Platzierungen unter den besten zehn, davon ein Podestplatz

### Weltcupwertungen
| Saison  | Gesamt | Gesamt | Abfahrt | Abfahrt | Super-G | Super-G | Kombination | Kombination |
| Saison  | Platz  | Punkte | Platz   | Punkte  | Platz   | Punkte  | Platz       | Punkte      |
| ------- | ------ | ------ | ------- | ------- | ------- | ------- | ----------- | ----------- |
| 2016/17 | 156.   | 4      | –       | –       | 51.     | 4       | -           | -           |
| 2019/20 | 155.   | 4      | –       | –       | -       | -       | 41.         | 4           |
| 2020/21 | 148.   | 3      | –       | –       | 54.     | 3       | –           | –           |
| 2021/22 | 83.    | 69     | 35.     | 48      | 39.     | 21      | –           | –           |
| 2022/23 | 67.    | 101    | 56.     | 7       | 20.     | 94      | –           | –           |
| 2023/24 | 25.    | 303    | 25.     | 73      | 5.      | 230     | –           | –           |

### Europacup
- 5 Podestplätze
- Saison 2015/16: 24. Gesamtwertung, 4. Super-G-Wertung, 18. Kombinationswertung, 24. Abfahrtswertung, 72. Riesenslalomwertung

### Juniorenweltmeisterschaften
- Roccaraso 2012: 20. Riesenslalom, DNF Slalom
- Québec 2013: 15. Abfahrt, 30. Super-G, DNF Riesenslalom

### South American Cup
- 4 Podestplätze
- Saison 2017: 2. Abfahrtswertung, 4. Gesamtwertung, 7. Super-G Wertung, 7. Kombinationswertung

### Winter-Universiade
- Trentino 2013: 3. Abfahrt, 3. Super-G, DNF Riesenslalom

### Weitere Erfolge
- 9 Siege in FIS-Rennen